# Xanthonoïde

Mangiférine, un xanthonoïde présent dans les mangues.

Les xanthonoïdes ou xanthones sont une classe de phénols naturels dont la structure dérive de la xanthone. Ce sont des pigments naturels jaunes, présents dans de nombreuses plantes et en particulier dans les fleurs. On en trouve notamment dans les membres de la famille des Clusiaceae. Certains xanthonoïdes auraient des propriétés anti-inflammatoires, antispasmodiques, diurétiques et antiseptiques.[réf. nécessaire]

## Exemples
On compte parmi les xanthonoïdes :
- la tomentonone, la zeyloxanthonone et la calozeyloxanthone isolées de l'écorce de Calophyllum tomentosum[1] une plante à fleur du Sri Lanka;
- les apétalinones A, B, C et D présents dans Calophyllum apetalum[2];
- les gaudichaudiones A, B, C, D, E, F, G et H, les acides gaudichaudiiques A, B, C, D et E, l'acide morellique et la forbesione présents dans Garcinia morella[3];
- la méthylswertianine et la bellidifoline présentes dans Swertia punicea[4]
- la psorospermine présente dans Psorospermum febrifugum[5];
- la cassiaxanthone présente dans Cassia reticulata[6].

Il existe également des xanthones cytotoxiques (gambogine, morelline diméthylacétal, isomoreolline B, acide moréollique, acide gambogénique, gambogénine, isogambogénine, désoxygambogénin, gambogénine diméthylacétal, acide gambogellique, acide gambogique, isomorelline, acide morellique, désoxymorelline et hanburine) qui ont été isolés du latex de Garcinia hanburyi.

## Biosynthèse
Chez Hypericum androsaemum, la biosynthèse de xanthonoïdes implique la présence d'une benzophénone synthase qui condense une molécule de benzoyl-CoA avec trois molécules de malonyl-CoA menant à la formation de 2,4,6-trihydroxybenzophénone, intermédiaire converti ensuite en 2,3′,4,6-tétrahydroxybenzophénone par l'action de la benzophénone 3′-hydroxylase, une monooxygénase du cytochrome P450.